# إبراهام عيسو
إبراهام عيسو (بالألمانية: Abraham Esau)‏ (و. 1884 – 1955 م) هو فيزيائي، وأستاذ جامعي من ألمانيا . ولد في بروسيا الغربية .
وكان عضواً في الحزب النازي .وكان عضواً في الأكاديمية البروسية للعلوم .
توفي في دوسلدورف ، عن عمر يناهز 71 عاماً.

## مناصب وهيئات
أدار جامعة يينا، ومعهد برلين للتكنولوجيا.

## روابط خارجية
- إبراهام عيسو على موقع مونزينجر (الألمانية)